# Yannik Keitel
Pour les articles homonymes, voir Keitel.
Yannik Keitel, né le 15 février 2000 à Vieux-Brisach en Allemagne, est un footballeur allemand qui joue au poste de milieu défensif au VfB Stuttgart.

## Biographie

### SC Fribourg
Après être passé par le club de sa ville natale, le SV Breisach, Yannik Keitel est formé par le SC Fribourg. Il remporte avec l'équipe junior la coupe d'Allemagne de la catégorie en 2018. Considéré comme un grand espoir du club, sa progression est toutefois freinée à plusieurs reprises dans sa formation à cause de différentes blessures.
Keitel joue son premier match en professionnel le 29 février 2020, lors d'une rencontre de Bundesliga perdue face au Borussia Dortmund (1-0). Le 16 avril 2020, Keitel signe son premier contrat professionnel avec Fribourg.

### VfB Stuttgart
Lors de l'été 2028, Yannik Keitel rejoint le VfB Stuttgart. Le transfert est annoncé dès le 21 mai 2024 et il signe un contrat courant jusqu'en juin 2028,.

### En équipe nationale
Yannik Keitel est sélectionné régulièrement avec l'équipe d'Allemagne des moins de 17 ans. Lors de sa première sélection, le 28 septembre 2016 face à la Grèce, il marque son premier but, mais les jeunes allemands s'inclinent (2-3). Avec cette sélection, il participe notamment au championnat d'Europe des moins de 17 ans en 2017. Il se fait remarquer dès le premier match face à la Bosnie-Herzégovine, en marquant un but et en délivrant une passe décisive (victoire 5-0 des Allemands). Il joue un total de quatre matchs et son équipe parvient à se hisser jusqu'en demi-finale, où elle affronte l'Espagne, contre qui elle s'incline aux tirs au but. Toujours avec les moins de 17 ans, il participe la même année à la Coupe du monde des moins de 17 ans qui se déroule en Inde. Keitel prend part à quatre matchs lors de cette compétition, qui voit l'Allemagne s'incliner en huitièmes de finale face à la Colombie.
Le 8 septembre 2020, Keitel joue son premier match avec l'équipe d'Allemagne espoirs face à la Belgique. Il entre en jeu à la place de Dennis Geiger, et son équipe s'incline sur le score de quatre buts à un.

## Statistiques
| Saison                | Club                  | Championnat           | Championnat | Championnat | Coupe(s) nationale(s) | Coupe(s) nationale(s) | Supercoupe | Supercoupe | Compétition(s) continentale(s) | Compétition(s) continentale(s) | Compétition(s) continentale(s) | Total | Total |
| Saison                | Club                  | Division              | M.          | B.          | M.                    | B.                    | M.         | B.         | Comp.                          | M.                             | B.                             | M.    | B.    |
| 2019-2020             | SC Fribourg           | Bundesliga            | 3           | 0           | 0                     | 0                     | -          | -          | -                              | -                              | -                              | 3     | 0     |
| 2020-2021             | SC Fribourg           | Bundesliga            | 12          | 0           | 1                     | 0                     | -          | -          | -                              | -                              | -                              | 13    | 0     |
| 2021-2022             | SC Fribourg           | Bundesliga            | 12          | 0           | 2                     | 0                     | -          | -          | -                              | -                              | -                              | 14    | 0     |
| 2022-2023             | SC Fribourg           | Bundesliga            | 22          | 0           | 2                     | 0                     | -          | -          | C3                             | 7                              | 0                              | 31    | 0     |
| 2023-2024             | SC Fribourg           | Bundesliga            | 15          | 1           | 1                     | 0                     | -          | -          | C3                             | 2                              | 0                              | 18    | 1     |
| Sous-total            | Sous-total            | Sous-total            | 64          | 1           | 6                     | 0                     | -          | -          | -                              | 9                              | 0                              | 79    | 1     |
| 2024-2025             | VfB Stuttgart         | Bundesliga            | -           | -           | -                     | -                     | 1          | 0          | C1                             | -                              | -                              | 1     | 0     |
| Sous-total            | Sous-total            | Sous-total            | -           | -           | -                     | -                     | 1          | 0          | -                              | -                              | -                              | 1     | 0     |
| Total sur la carrière | Total sur la carrière | Total sur la carrière | 64          | 1           | 6                     | 0                     | 1          | 0          | -                              | 9                              | 0                              | 80    | 1     |